# آرامگاه استر و مردخای

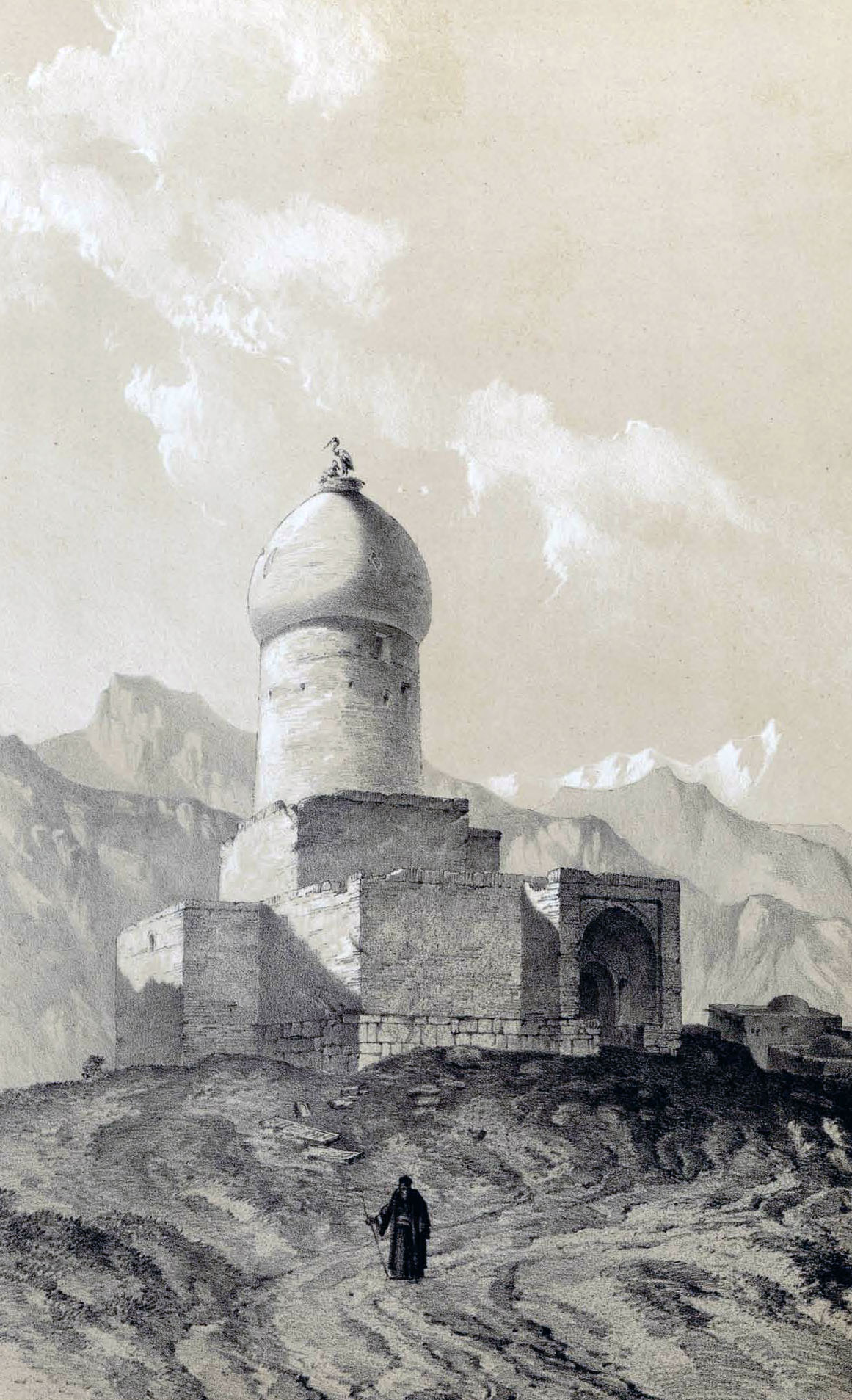
سال ۱۸۴۰ میلادی

آرامگاه استر و مردخوای (به عبری: קבר אסתר ומרדכי) بقعه‌ای یهودی است که در مرکز شهر همدان، ابتدای خیابان دکتر شریعتی قرار دارد. بنا بر سنت یهودی ایرانی، این بقعه مدفن اِستِر و مُردُخای است. این سنت مورد پشتیبانی یهودیان خارج از ایران قرار ندارد و در هیچ‌یک از تلمودهای بابلی یا اورشلیمی ظاهر نشده‌است. اولین منبع یهودی در خصوص این بقعه‌ها بنیامین تطیلی است که در سال ۱۰۶۷ میلادی از همدان بازدید کرد. به گفته او، در همدان که اِستِر و مُردُخای در آن در برابر یک کنیسه دفن شده بودند ۵۰۰۰۰ یهودی زندگی می‌کردند. شاهین نخستین منبع سنت یهودی ایرانی، رویاهای اِستِر و مُردُخای و رفتنشان به همدان که در آنجا درون کنیسه ابتدا مُردُخای و سپس یک ساعت بعد اِستِر درگذشتند را روایت می‌کند. این بقعه جزء مهم‌ترین زیارتگاه‌های یهودیان ایران و جهان است. این مقبره جزء آثار میراث فرهنگی ایران ثبت شده‌است. وجود این زیارتگاه، عامل مهمی در شکل‌گیری و تداوم حضور جامعه یهودی در همدان بوده‌است. محل مشهور به قبر «اِستِر» گور ملکه «سوسن»(Suzan) است که محله یهودی‌نشین همدان است
در دربار شاه اخشورش (به روایتی خشایارشا)، پادشاه هخامنشی که بر ۱۲۷ استان فرمان می‌راند، مهمانی برگزار شد و شاه در حالت مستی ،ملکه وشتی را فراخواند در میهمانی حاضر شود و زیبایی خود را به میهمانان نشان دهد. از آنجا که زنان ایرانی به عفت شهره بوده و برای آن بسیار اهمیت قائل‌اند ملکه از این کار سر باز زد، و شاه با مشاوره مردخای، تصمیم گرفت که او را عزل کند و بکشد و شخص دیگری را جای او بنشاند. در جستجو برای یافتن دختری بجای ملکه، دختران زیباروی باکره به قصر برای گلچین شدن آورده شدند. یکی از این دختران، هدسه، یا همان استر، دختر یتیم از نسل تبعیدشدگان یهودیّه که به عنوان ملکه برگزیده شد. طبق آموزش پسرعمویش (مردخای) او هیچ سخنی از تبارش نگفت. در این داستان ذکر می‌شود که مردخای توطئه‌ای را که دو تن از خواجه سرایان ضد شاه ترتیب داده بوده‌اند کشف می‌کند و همین موضوع بعدها باعث ترفیع وی به مشاور شاه می‌شود. 
بنابر پژوهش‌های والتر هنینگ این داستان احتمالا برگرفته از واقعه مغ کشی و مقابله داریوش هخامنشی با مخالفانش در ساتراپی های مختلف است. از نظر هرتسفلد آرامگاه استر و مردخای، در حقیقت مقبره شوشان‌دخت و یزدگرد یکم است.

## تاریخچه
مذهب «یهود» از مدارا و حسن سلوک شاهان اوایل عصر «ساسانی» استفاده کرده و از خود چند اثر کهنه باقی گذاشته بود که از همه معروفتر مقبره‌ای است در «همدان» که عموماً آن را مزار «استر» (Esther، ملکه یهودی پادشاه هخامنشی) می‌نامند. این بنا عبارت است از یک عمارت ساده که اگر محیط عادی آن نبود، وضع عمومی آن بسیار جالب و مؤثرتر بود. این بنا را تاکنون چند بار بازسازی و تعمیر کرده‌اند. قدیمی‌ترین آن تعمیرات در یک مقبره زیرزمینی است که در مدخل روبروی قبه طاق وجود دارد و دو ضریح خالی چوبی نیز دارد که یکی از آن‌ها خیلی قدیمی و به دوره سلطنت مغول در ایران مربوط است. ضریح دومی را می‌گویند که تقلیدی نوین است از اصل کهنه آن که آن ضریح کهنه را فروخته و به جای آن این چهارچوب جدید را گذارده‌اند. مادر و برادر که هر دو ملقب به جمال الدوله بوده‌اند، یکی از آن‌ها وزیر مالیه سلطان مغول، «ارغون خان» بوده که این ضریح‌ها را از نو ساخته است و گوید آن را در سال ۱۶۰۲ اسکندری برابر با ۱۲۹۱ میلادی بنا کرده است. صد سال قبل از آن تاریخ همین گور را سیاح بزرگ یهودی موسوم به «بنیامین تودلانی» (Benyamin-Tudela) در سیاحتنامه خود ذکر می‌کند و از آنجا معلوم می‌شود که ۱۵۰۰ سال بعد از استر، مردم معتقد بوده‌اند که آن ملکه را در همین نقطه دفن کردهاند.

## بانی ساخت صندوق
بر بالای دیوار مقبره نیز، کتیبه‌ای به زبان عبری و به صورت برجسته گچ بری شده‌است. خطوط عبری روی صندوق استر، و گچ بری‌های برجسته، متعلق به قرون هشتم و نهم هجری می‌باشند. در مورد هویت مدفونین این بقعه، تاکنون نظرات متفاوتی داده شده‌است، اما روایت مشهورتر، که با روایت مورخین یونانی و روایت تورات در مورد سرگذشت استر و مردخای تطبیق دارد، به شرح زیر است.
خشایارشا با دختری از یهود به نام استر، که خواهرزاده یکی از درباریان یعنی مردخای بود، ازدواج کرد (دختر عموی او استر نام داشت). به این ترتیب یهودیان در دربار خشایارشاه نفوذ زیادی پیدا کردند. در این بین، شخصی به نام‌هامان که او نیز از درباریان با نفوذ و پرقدرت بود، نسبت به نفوذ روزافزون یهودیان بیمناک بود و از این رو فرمان قتل مردخای را از خشایارشا گرفت.
اما مردخای به وسیله استر همسر خشایارشا، درخواست پس گرفت و ابطال دستور را کردند. اما پادشاه ایران حکم خود را غیرقابل ابطال دانست؛ و گفت که برگشت دادنی نیست. و به جای آن حکم جدیدی صادر کردند که براساس آن دفاع از جان که تا آن زمان بر اساس حکم قبلی پادشاه غیرقانونی قلم داد می‌شد اکنون قانونی بود. بدین ترتیب خشایارشا به یهودیانی که در هر شهری بودند، اجازه داد که جمع شوند و از جان خود دفاع نمایند.

## تهدید به تخریب مقبره استر
گروهی از افرادی که رسانه‌های دولتی ایران، «دانشجویان دانشگاه بوعلی سینای همدان» خوانده‌اند، در تاریخ ۱۲ دسامبر ۲۰۱۰ میلادی، با تجمع در مقبره استر و مردخای تهدید کردند که در صورت صدمه‌خوردن به مسجدالاقصی توسط باستان‌شناسان اسرائیلی، زیارت‌گاه یهودیان ایران را ویران خواهند کرد. پس از این واقعه از تابلوی سردر این بقعه نام زیارتگاه برداشته شد. یک دهه بعد از این تهدید، رئیس «اتحادیه ضد افترا» از آتش کشیده‌شدن مقبره «استر و مردخای» در همدان خبر داد.

## نگارخانه

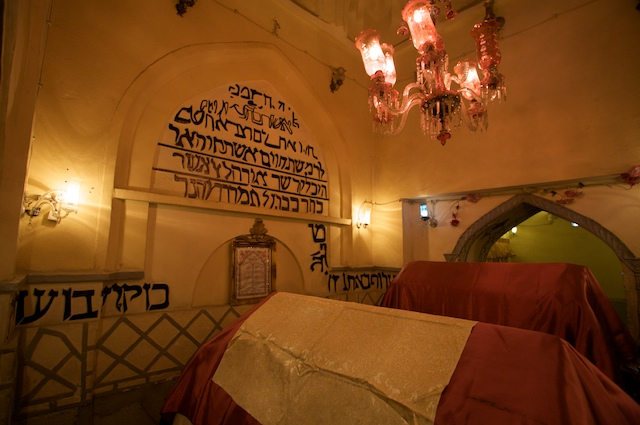
کتیبه به زبان عبری، در درون مقبره
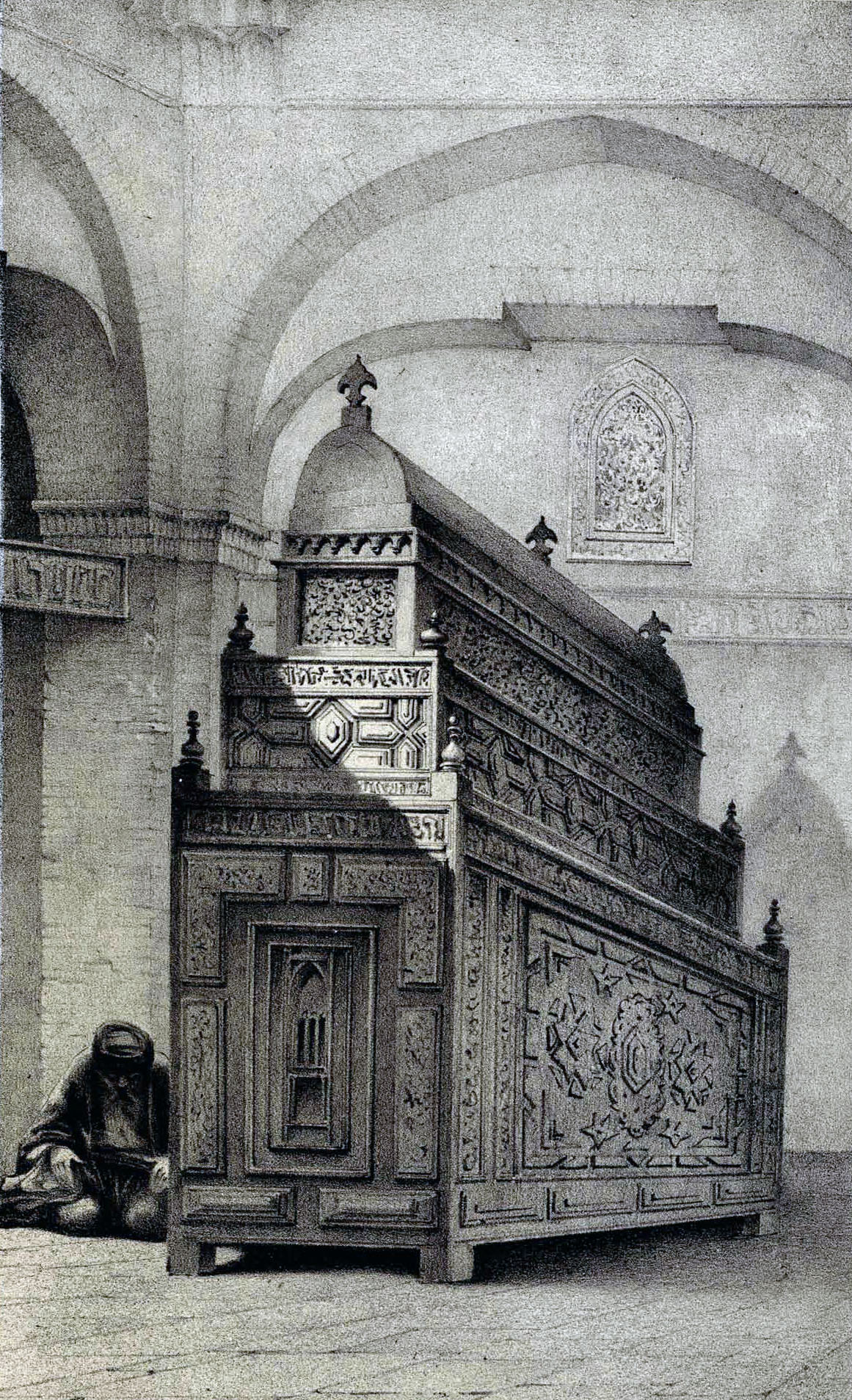
درون مقبره، سال ۱۸۴۰ میلادی
مقبره استر و مردخای
در ورودی مقبره استر و مردخای
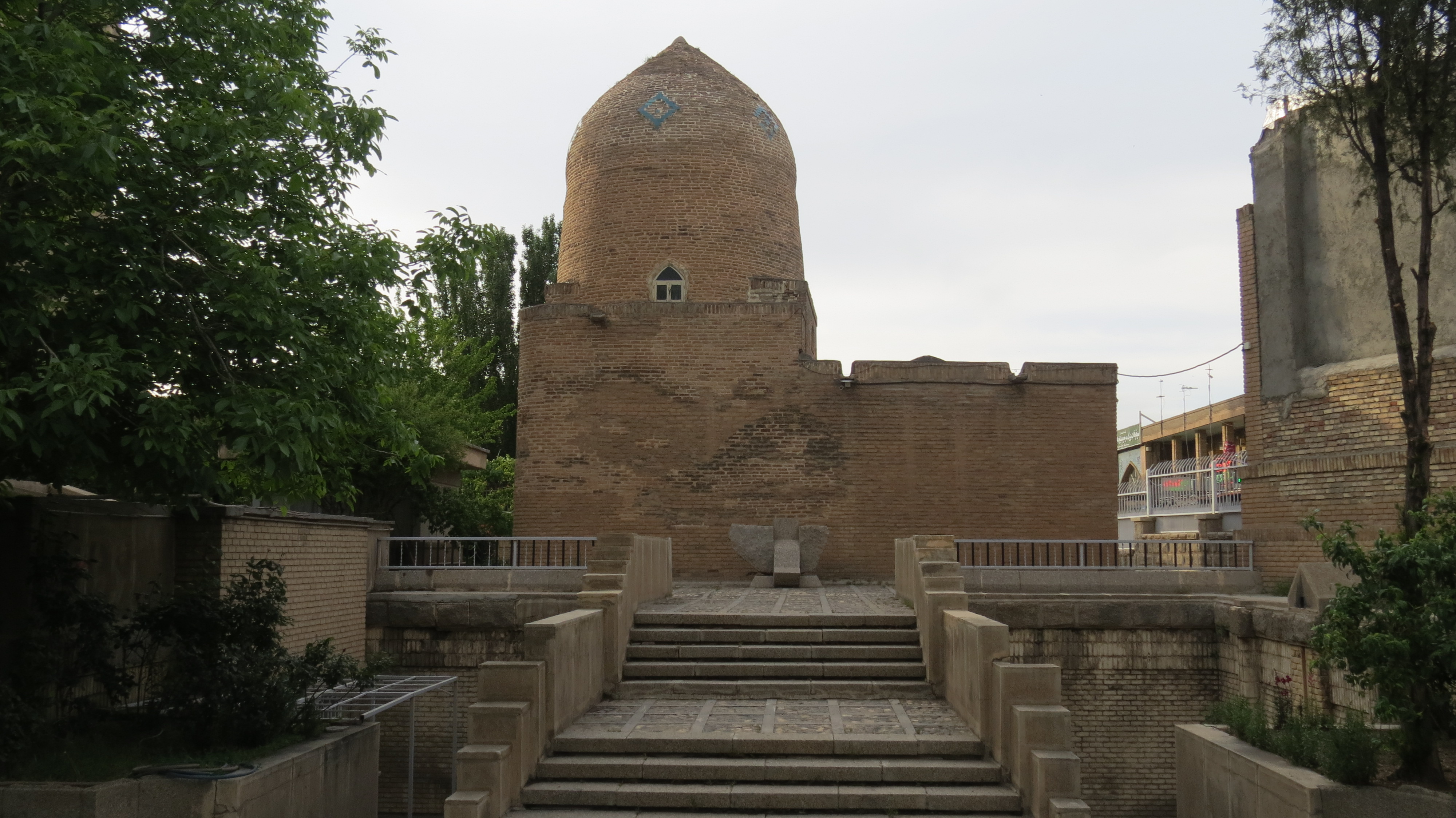
مقبره استر و مردخای